# Ciocnire
Ciocnirea reprezintă interacțiunea de scurtă durată dintre două sau mai multe corpuri sau particule, în urma căreia se modifică vitezele și direcțiile de mișcare ale acestora.
Într-un astfel de proces, impulsul total se conservă.
Ciocnirile centrale (același suport de mișcare) a două corpuri sferice pot fi:
- neelastice: corpurile capătă o deformație permanentă;
- elastice: corpurile nu se deformează în urma ciocnirii. În ciocnirea perfect elastică a două corpuri (teoretică) se aplică Legea conservării impulsului.